# كارين كونينج أبو زيد
كارين كونينج أبو زيد (من مواليد 21 أغسطس 1941) هي مسؤولة كبيرة في الأمم المتحدة. عملت مفوضة في لجنة التحقيق الدولية المستقلة بشأن الجمهورية العربية السورية.  ثم استقالت في سبتمبر 2021. لتخلفها لين ويلشمان في ديسمبر 2022 .عينت في 5 يناير 2016 مستشارة خاصة للأمم المتحدة في القمة المعنية بالتصدي للتحركات الكبيرة للاجئين والمهاجرين التي عقدت في 19 أيلول 2016.  و التي أسفرت عن إعلان نيويورك بشأن اللاجئين والمهاجرين. 
عملت قبل ذلك مفوضة عامة لوكالة الأمم المتحدة لإغاثة وتشغيل اللاجئين الفلسطينيين في الشرق الأدنى ( الأونروا ) في الفترة الممتدة بين 28 يونيو 2005 إلى 20 يناير 2010، وكان الذي عينها في المنصب هو الأمين العام للأمم المتحدة كوفي عنان .  وخلفها نائبها فيليبو غراندي .  وهي تعمل حاليا في مجلس إدارة الأونروا في الولايات المتحدة الأمريكية، وهي منظمة غير ربحية مقرها واشنطن العاصمة 501c3 و تهدف إلى تثقيف الجمهور الأمريكي العام حول وضع لاجئي فلسطين وتوليد الدعم لعمل الأونروا.
وهي عضو حالي في مجلس إدارة مجلس سياسة الشرق الأوسط في واشنطن العاصمة

## عملها في الأمم المتحدة
عملت أبو زيد في منصب رئيس لبعثة المفوضية السامية للأمم المتحدة لشؤون اللاجئين في سراييفو خلال حرب البوسنة .  حاضرت أبو زيد في العلوم السياسية والدراسات الإسلامية.قبل انضمامها إلى الأمم المتحدة،  هي متزوجه ولديها طفلان.  تخرجت من جامعة ديباو في عام 1963 

## روابط خارجية
- 2007 - المفوض العام للأونروا كارين كونينج أبو زيد، خريجة عام 1963، تخاطب خريجي ديباو

|-
|-
|سبقه
{{{سبقه}}}
|{{{العنوان}}}
{{{الأعوام}}}
| تبعه
{{{تبعه}}}
|-